# オフェンシブ・ガード (ウクライナ)
オフェンシブ・ガード（ウクライナ語: Гвардія наступу）とは、ウクライナ内務省がウクライナ国家親衛隊、ウクライナ国家国境庁、ウクライナ国家警察に新たな旅団を創設するために行っている取り組みである。この取り組みの主な目的は、さまざまな脅威や課題に対応できる部隊を創設することにより、国の安全保障と防衛能力を強化することである。

## 歴史
ウクライナ内務省は2023年2月、2023年4月までに8個義勇強襲旅団を設立することを目的とした、オフェンシブ・ガードプロジェクトを立ち上げた。プロジェクトでは、国家警察、国家国境庁、国家親衛隊の現役隊員や、ロシア・ウクライナ紛争の退役軍人に特に重点を置いて、ボランティア参加を呼びかけている。ボランティア募集への反響は大きく、1週間余りで27,000件を超える問い合わせが内務省に届いた。このうち、女性500人を含む15,000人が入隊を希望し、すでに800人以上が入隊手続きの一環として健康診断に合格している。

## 組織
2025年時点での部隊
- ウクライナ国家親衛隊
  - 第1特務旅団「ブレヴィー」[6]
  - 第3特務旅団「スパルタン」[6]
  - 第4即応旅団「ルビジ」[6]
  - 第12特務旅団「アゾフ」[6]
  - 第13特務旅団「ハルティヤ」[7]
  - 第14特務旅団「チェルボナ・カリーナ」[6]
  - 第15特務旅団「カラ＝ダグ」[6]
- ウクライナ国家警察
  - リュート旅団[6]
- ウクライナ国家国境庁
  - 第15機動国境支隊「スティールボーダー」[6]
  - ルハンーシク国境支隊「ポムスタ」（ウクライナ語版）
  - ドネツィク国境支隊「ハート」（ウクライナ語版）
  - フォアポスト旅団（ウクライナ語版）